# Minúscula carolíngia

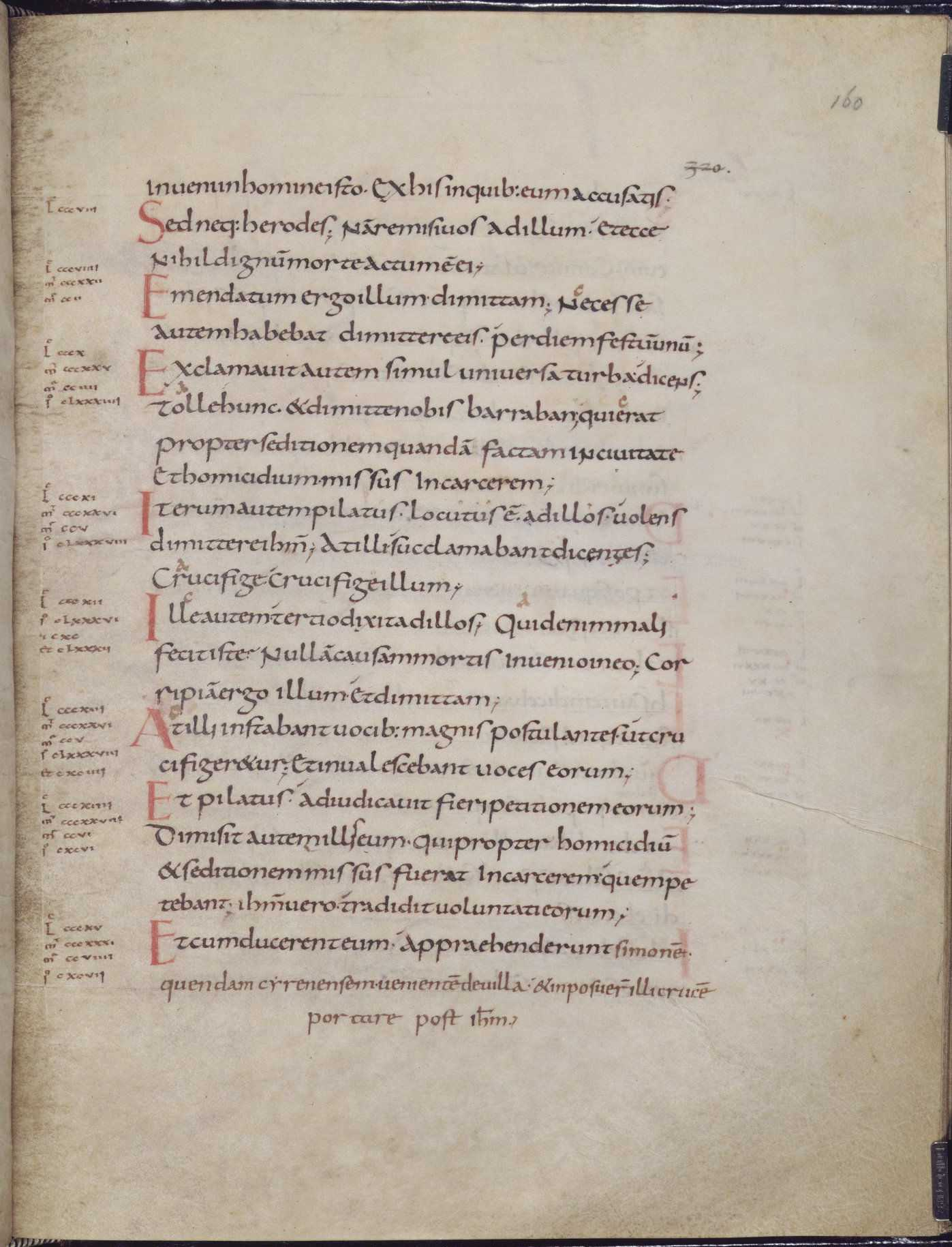
Fólio de um livro litúrgico escrito em minúscula carolíngia

Minúscula carolíngia ou minúscula carolina é uma caligrafia desenvolvida durante a Idade Média com o intuito de se tornar o padrão caligráfico europeu. A reforma pretendia aumentar a uniformidade, clareza e legibilidade da caligrafia de forma a que o alfabeto latino pudesse ser facilmente lido entre as várias regiões. A sua criação fez parte de um conjunto de reformas na educação impulsionadas por Carlos Magno, entre finais do século VIII e início do IX, e usada no Sacro Império Romano-Germânico durante o Renascimento carolíngio até ao século XIII. A minúscula carolíngia evoluiria para a escrita gótica e tornou-se obsoleta, embora o seu revivalismo durante o Renascimento italiano tenha sido a base para os caracteres tipográficos romanos contemporâneos.

## Criação
A escrita é derivada da semi-uncial romana e das letras insulares que estavam sendo usadas nos mosteiros irlandeses e ingleses. A forte influência dos literatos irlandeses na escrita pode ser vista nas formas distintas do tipo gaélico, especialmente a, e, d, g, s e t.

O minúsculo carolíngio foi criado em parte sob o patrocínio do imperador Carlos Magno (daí carolíngio). Carlos Magno tinha um grande interesse em aprender, de acordo com seu biógrafo Einhardo (aqui com os ápices):

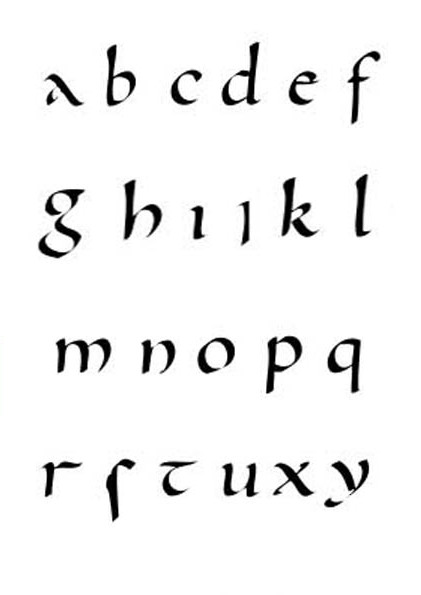
Alfabeto minúsculo carolíngio

Temptábat et scríbere, tabulásque et códicellós ad hoc in lectó sub cervícálibus circunferre solébat, ut, cum vácuo tempus esset, manum litterís effigiendís adsuésceret, sed parum successit labor praeposterus ac séró incohátus.
Ele também tentava escrever, e costumava deixar comprimidos e espaços em branco na cama sob o travesseiro, para que nas horas de lazer acostumasse a mão a formar as letras; no entanto, como ele não começou seus esforços no tempo devido, mas tarde na vida, eles tiveram pouco sucesso.
Este novo script era significativamente mais legível do que os scripts usados pelos romanos ou do script no início da Idade Média e oferecia novos recursos, como espaçamento entre palavras, mais pontuação, uma introdução de letras minúsculas e convenções como o uso de letras maiúsculas para títulos, uma mistura de maiúsculas e minúsculas para legendas e minúsculas para o corpo de um texto. Embora Carlos Magno nunca tenha sido totalmente alfabetizado, ele compreendeu o valor da alfabetização e de uma escrita uniforme na administração de seu império. Carlos Magno mandou chamar o estudioso inglês Alcuíno de Iorque para dirigir a escola do palácio e o scriptorium em sua capital, Aquisgrano Esforços para suplantar o galo-romano e os scripts germânicos já estavam em andamento antes de Alcuin chegar a Aachen, onde foi mestre de 782 a 796, com uma pausa de dois anos. O novo minúsculo foi disseminado primeiro em Aachen, do qual os Evangelhos de Ada forneceram modelos clássicos, e depois no influente scriptorium na Abadia de Marmoutier (Tours), onde Alcuíno retirou-se do serviço da corte como abade em 796 e reestruturou o scriptorium.

## Características
O minúsculo carolíngio era uniforme, com formas arredondadas em glifos claramente distinguíveis, disciplinado e, acima de tudo, legível. Letras maiúsculas e espaços claros entre as palavras se tornaram o padrão em minúsculo carolíngio, que foi um resultado de uma campanha para alcançar uma padronização culturalmente unificadora em todo o Império Carolíngio.
As cartas tradicionais, no entanto, continuaram a ser escritas com a "caligrafia da chancelaria" merovíngia muito depois de os manuscritos das Escrituras e da literatura clássica terem sido produzidos com caligrafia minúscula. Documentos escritos em um idioma local, como gótico ou anglo-saxão em vez de latim, tendiam a ser expressos na escrita local tradicional.
A escrita carolíngia geralmente tem menos ligaduras do que outras escritas contemporâneas, embora as ligaduras et ( & ), æ, rt, st e ct sejam comuns. A letra d frequentemente aparece em uma forma uncial com um ascendente inclinado para a esquerda, mas a letra g é essencialmente a mesma que a letra minúscula moderna, ao invés do uncial ᵹ anteriormente comum. Os ascendentes são geralmente "batidos" - eles se tornam mais grossos perto do topo.
O período inicial da escrita, durante o reinado de Carlos Magno no final do século VIII e início do IX, ainda tem formas de letras amplamente variadas em diferentes regiões. A forma uncial da letra a, semelhante a um duplo c ( cc ), ainda é usada em manuscritos desse período. Também há o uso de pontuação, como o ponto de interrogação, como na escrita beneventana do mesmo período. A escrita floresceu durante o século IX, quando as mãos regionais se desenvolveram em um padrão internacional, com menos variação das formas das letras. Glifos modernos, como s e v, começaram a aparecer (em oposição aos " s longos "ſ e u), e ascendentes, após engrossar na parte superior, foram finalizados com uma cunha de três cantos. O script começou a evoluir lentamente após o século IX. Nos séculos X e XI, as ligaduras eram raras e os ascendentes começaram a inclinar-se para a direita e terminaram com um garfo. A letra w também começou a aparecer. Por volta do século XII, as letras carolíngias se tornaram mais angulares e foram escritas mais próximas, menos legíveis do que nos séculos anteriores; ao mesmo tempo, apareceu o moderno pontilhado i.

## Influência
A nova escrita se espalhou mais amplamente pela Europa Ocidental, onde a influência carolíngia foi mais forte. Em lecionários luxuosamente produzidos que agora começaram a ser produzidos para patrocínio principesco de abades e bispos, a legibilidade era essencial. Chegou bem longe: os manuscritos de Frisinga do século X, que contêm a língua eslovena mais antiga, o primeiro registro da escrita romana de qualquer língua eslava, são escritos em minúsculo carolíngio. Na Suíça, Carolingian foi usado nos tipos minúsculas récia e alemânica. Manuscritos escritos em minúscula récia tendem a ter letras finas, lembrando escrita insular, com as letras ⟨a⟩ e ⟨t⟩, e ligaduras como ⟨ri⟩, mostrando-se semelhantes às visigóticas e beneventanas. A minúscula alemânica, usado por um curto período de tempo no início do século IX, é geralmente maior, mais largo e muito vertical em comparação com o tipo récio inclinado. Foi desenvolvido pelo monge Wolfcoz I na Abadia de Saint Gall. No Sacro Império Romano, a escrita carolíngia floresceu em Salzburgo, Áustria, bem como em Fulda, Mainz e Würzburg, todos os quais foram os principais centros do script. O minúsculo alemão tende a ser oval, muito fino e inclinado para a direita. Também possui características unciais, como o ascendente da letra ⟨d⟩ inclinado para a esquerda e traços iniciais verticais de ⟨m⟩ e ⟨n⟩.
No norte da Itália, o mosteiro de Bobbio usou o minúsculo carolíngio a partir do século IX. Fora da esfera de influência de Carlos Magno e seus sucessores, no entanto, a nova mão legível foi resistida pela Cúria Romana; no entanto, o tipo Romanesca foi desenvolvido em Roma após o século X. O script não foi adotado na Inglaterra e na Irlanda até as reformas eclesiásticas em meados do século X; na Espanha, uma mão visigótica tradicionalista sobreviveu; e no sul da Itália, uma minúscula beneventana sobreviveu nas terras do ducado lombardo de Benevento durante o século XIII, embora Romanesca também tenha aparecido no sul da Itália.

## Papel na transmissão cultural
Estudiosos durante a Renascença carolíngia procuraram e copiaram na nova caligrafia padronizada e legível muitos textos romanos que haviam sido totalmente esquecidos. A maior parte do conhecimento contemporâneo da literatura clássica deriva de cópias feitas nos scriptoria de Carlos Magno. Mais de 7 000 manuscritos escritos em escrita carolíngia sobreviveram apenas aos séculos VIII e IX.
Embora o minúsculo carolíngio tenha sido substituído por letras góticas, em retrospecto, parecia tão completamente "clássico" para os humanistas do início da Renascença que eles consideraram esses antigos manuscritos carolíngios originais romanos antigos e os usaram como base para suas letras renascentistas, o "minúsculo humanista". A partir daí, a escrita passou para os editores de livros dos séculos XVI e XVII, como Aldus Manutius de Veneza. Dessa forma, ele forma a base de nossas fontes modernas em minúsculas. Na verdade, 'minúsculo carolíngio' é um estilo de fonte, que se aproxima dessa mão histórica, eliminando as nuances de tamanho de capitais, descendentes longos e assim por diante.